# Medaille voor Samenwerking
De Medaille voor Samenwerking (Russisch: Медаль За взаимоде́йствие) werd in november 2004 ingesteld als een ministeriële onderscheiding van de Russische Federatie. De medaille wordt toegekend aan officieren van de inlichtendienst die belangrijke voortgang boekten bij het organiseren en uitvoeren van inlichtingenwerk. De Sloezjba Vnesjnej Razvedki (SVR) is de opvolger van het Eerste Directoraat van de KGB en is belast met spionage. Ook personen die opvallend aan het werk van de SVR of de nationale interesse van Rusland hebben bijgedragen ontvangen deze medaille.

## De medaille
De medaille, het is eigenlijk een ster, kreeg de vorm van twee in een hoek van 36 graden op elkaar gelegde zilveren en gouden vijfpuntige sterren en is van een nikkel-zilver-legering en draagt op de voorzijde een rode ring met de tekst "ОТЕЧЕСТВО ДОБЛЕСТЬ ЧЕСТЬ" en daarbinnen een centraal blauw medaillon waarop de aarde (de westelijke hemisfeer) is afgebeeld. Op de vlakke goudkleurige keerzijde staat het rondschrift "ЗА ВЗАИМОДЕЙСТВИЕ" en daarbinnen de opdracht "СВР РОССИИ".
De medaille wordt op de linkerborst gedragen aan een vijfhoekig gevouwen lint in twee even brede banen. De linkerbaan is hemelsblauw met een gele bies, de andere baan is blauw met een brede rode middenstreep met smalle gele rand.
Op een dagelijks uniform mag men een baton in de kleuren van het lint dragen.